# Warner Interactive Entertainment
Ne doit pas être confondu avec Warner Bros. Interactive Entertainment, WarnerActive ou Time Warner Interactive.
Warner Interactive Entertainment Ltd. (ou simplement Warner Interactive, parfois 'Time Warner Interactive Europe ou 'Warner Interactive Europe) est une entreprise qui exerçait son activité dans le domaine de l'édition de jeux vidéo. C'était une filiale de Warner Music Group fondée en 1995 à Londres par Time Warner, à la suite du rachat de Renegade Software. L'entreprise est racheté par GT Interactive Software en 1996 qui la renomme GT Interactive Ltd en 1997.

## Historique
Warner Interactive Entertainment est née à Londres du rachat de Renegade Software en 1995 par Time Warner qui la renomme ainsi. L'entreprise, filiale européenne du groupe sous la houlette de Warner Music Group, ne publie que quelques jeux sous cette marque et des jeux sous le label Renegade Software.
Le 25 novembre 1996, GT Interactive Software rachète Warner Interactive Entertainment pour 6,3 millions de dollars,,. Cet achat permet à GT Interactive Software de rentrer sur le marché européen à Paris et Hambourg. La filiale est renommée GT Interactive Ltd. début 1997 et récupère les droits de jeux Warner.

Logo utilisé de 1996 à 1997

## Liste de jeux
- 3 Skulls of the Toltecs (en français Le Trésor des Toltèques)
- Assassin 2015
- The Bitmap Brothers Compilation
- Brett Hull Hockey 95
- Creatures
- Deadlock: Planetary Conquest
- Fire & Ice
- Flight of the Amazon Queen
- HardBall 4
- International Moto X
- Pitball
- Primal Rage
- The Residents' Bad Day on the Midway
- Return Fire
- Sensible World of Soccer
- Soldiers of Fortune
- Speedball 2: Brutal Deluxe
- Star Control 3
- Striker '96